# Tim McGraw (bài hát)
"Tim McGraw" là một bài hát của ca sĩ, nhạc sĩ sáng tác ca khúc người Mỹ Taylor Swift. Bài hát do Taylor Swift và Liz Rose sáng tác. Bài hát được hãng thu âm Big Machine phát hành vào ngày 19 tháng 6 năm 2006. Đây là đĩa đơn đầu tay của Taylor Swift và là đĩa đơn đầu tiên từ album Taylor Swift (2006). Được sản xuất bởi Nathan Chapman, "Tim McGraw" là một bản country kết hợp với các yếu tố của alternative rock và hip hop, trong đó sử dụng nhiều nhạc cụ như đàn guitar 12 dây, tiếng fiddle, trống và banjo, với nội dung đề cập đến một mối tình lãng mạn thời trung học của Swift nhưng lại đột ngột kết thúc trong tiếc nuối.
Sau khi phát hành, "Tim McGraw" đã nhận được những phản ứng tích cực từ các nhà phê bình âm nhạc. Đĩa đơn là bài hát đầu tiên của Swift lọt vào bảng xếp hạng Billboard Hot 100 của Hoa Kỳ đến vị trí thứ 40. Trên bảng xếp hạng Hot Country Songs, bài hát đạt đến vị trí thứ 6. Hiệp hội Công nghiệp Ghi âm Hoa Kỳ (RIAA) đã trao chứng nhận bạch kim kép cho bài hát.
Video âm nhạc của "Tim McGraw" do Trey Fanjoy đạo diễn bao gồm những cảnh quay hồi tưởng về mối tình của Swift, trong đó có cảnh Swift nằm trên bờ hồ. Swift đã biểu diễn "Tim McGraw" để mở màn cho các ca sĩ đồng quê khác vào năm 2006 và 2007, đồng thời đưa nó vào danh sách bài hát cố định cho chuyến lưu diễn đầu tiên của cô, Fearless Tour (2009–10).

## Bảng xếp hạng

### Bảng xếp hạng hàng tuần
| Bảng xếp hạng (2006–2007)            | Vị trí cao nhất |
| ------------------------------------ | --------------- |
| Canada Country (Billboard)           | 10              |
| Hoa Kỳ Billboard Hot 100             | 40              |
| Hoa Kỳ Hot Country Songs (Billboard) | 6               |
| Hoa Kỳ Pop 100 (Billboard)           | 69              |

### Bảng xếp hạng cuối năm
| Bảng xếp hạng (2006)             | Vị trí |
| -------------------------------- | ------ |
| Hoa Kỳ Country (Radio & Records) | 71     |

| Bảng xếp hạng (2007)                 | Vị trí |
| ------------------------------------ | ------ |
| Hoa Kỳ Hot Country Songs (Billboard) | 59     |

## Chứng nhận
| Quốc gia                                                    | Chứng nhận  | Số đơn vị/doanh số chứng nhận |
| ----------------------------------------------------------- | ----------- | ----------------------------- |
| Úc (ARIA)                                                   | Vàng        | 35.000‡                       |
| Hoa Kỳ (RIAA)                                               | 2× Bạch kim | 2.000.000‡                    |
| ‡ Chứng nhận dựa theo doanh số tiêu thụ và phát trực tuyến. |             |                               |